# 뿔고기과
벼슬치과 또는 뿔고기과(Lophotidae)는 이악어목에 속하는 조기어류과의 하나이다. 가늘고 긴 리본 모양의 물고기로 은빛을 띤다. 전세계의 열대 및 아열대 바다의 심해에서 발견된다. 2속 3종을 포함하고 있다.

## 하위 분류
뿔고기과는 현존하는 2종으로 이루어져 있다.
- 에우메키크티스속 (Eumecichthys - 실가시벼슬치 또는 에우메키크티스 피스키(E. fiski) 포함
- 뿔고기속 (Lophotus) - 뿔고기(L. lacepede), 북태평양뿔고기(L. capellei) 포함